# Марк Олдершоу
Марк Олдершоу  (англ. Mark Oldershaw, 7 лютого 1983) — канадський веслувальник, олімпійський медаліст.

## Виступи на Олімпіадах
| Олімпіада   | Дисципліна                  | Місце     |
| ----------- | --------------------------- | --------- |
| Пекін 2008  | каное-одиночка, 500 метрів  | 4 h2 r2/3 |
| Лондон 2012 | каное-одиночка, 1000 метрів | 3         |